# Mary Bennett (gardienne de phare)
Cet article concerne la gardienne de phare. Pour la directrice de collège, voir Mary Bennett (pédagogue).
Mary Bennett, née en décembre 1816 dans le Yorkshire en Angleterre, morte le 6 juillet 1885 en Angleterre, est gardienne officieuse de phare à partir de 1855, et responsable officielle du phare de Pencarrow Head de 1859 à 1865. Elle est la première et la seule femme ayant exercé le métier de gardienne de phare en Nouvelle-Zélande.

## Biographie
Mary ou Mary Jane Hebden naît en 1816, elle est baptisée le 11 décembre 1816 à Pateley Bridge dans le district de Harrogate, dans le Yorkshire, en Angleterre. 
Elle se déclare gouvernante et se fait inscrire en septembre 1839 pour partir en Nouvelle-Zélande, où elle obtient à l'avance un emploi de domestique à Wellington. La raison de son départ serait le refus parental d'un projet de mariage. Elle arrive en Nouvelle-Zélande sur le Duke of Roxburgh en février 1840, un mois après son futur mari, George Bennett,. Ils se marient le 20 novembre 1840 à l'église anglicane Saint-Paul de Wellington,.
Après divers emplois, George Bennett est nommé en 1852 pour être le premier gardien du « phare » de Pencarrow Head, simple petit cottage éclairé. Mary Bennett s'y installe avec lui et leurs cinq enfants,. Ce n'est pas un vrai phare, juste une maisonnette de deux pièces avec une lumière à une fenêtre, et ne protégeant ni du vent ni de la pluie ; les conditions de vie sont très dures, une de leurs enfants, Eliza, en meurt en décembre 1852, mais ils choisissent de rester, malgré leurs réclamations aux autorités et l'absence d'amélioration par elles,.

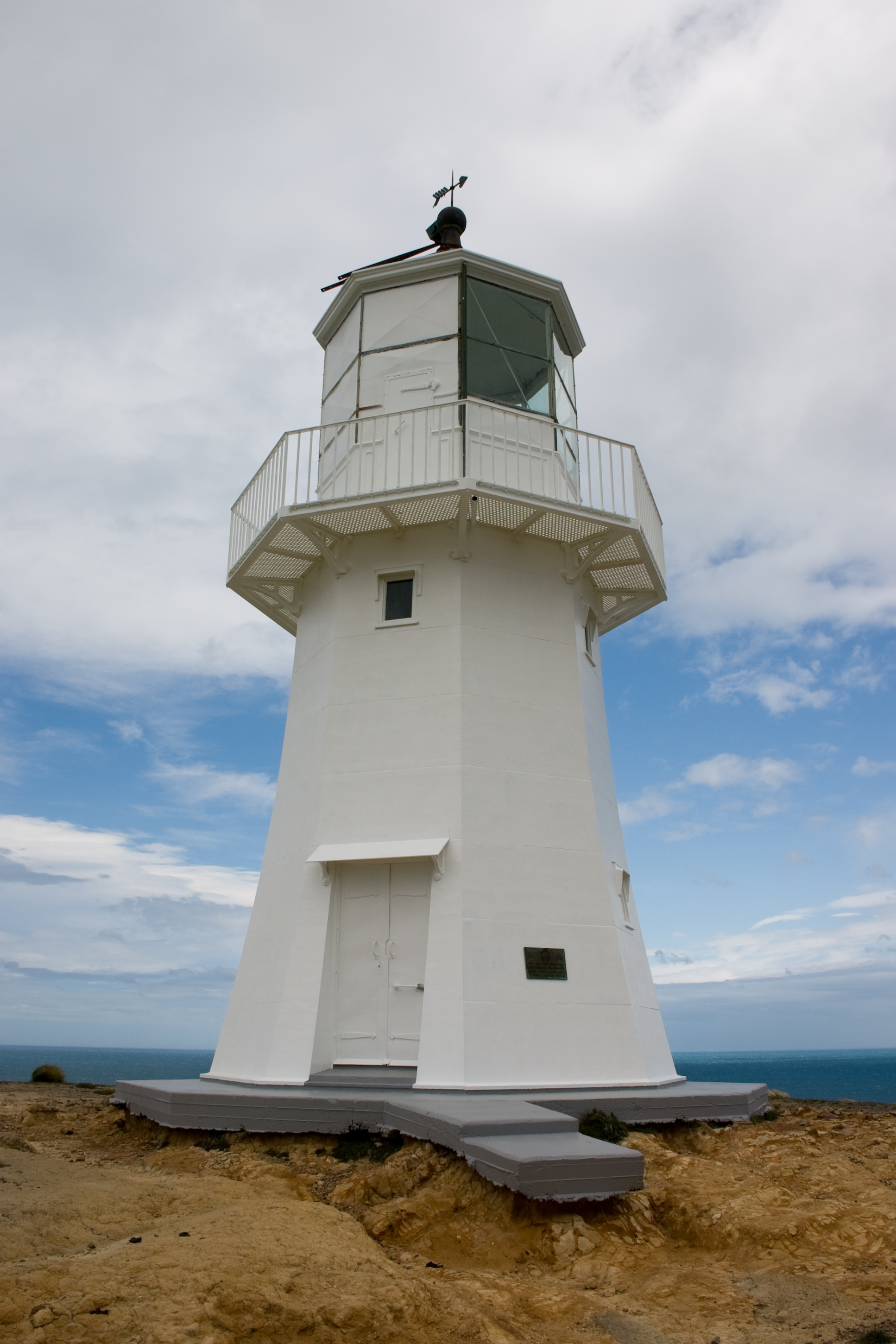
Le phare de Pencarrow Head dont elle est la première gardienne.

Son mari étant mort noyé en juin 1855 au cours d'une excursion en bateau, Mary Bennett le remplace au gardiennage du « phare », bien qu'attendant leur sixième enfant,. Peut-être n'avait-elle pas d'autre possibilité.
Après plusieurs retards, un vrai phare, le phare de Pencarrow Head est érigé et ouvre le 1er janvier 1859. Mary Bennett en est nommée officiellement la gardienne le 10 janvier 1859. Sa nomination est annoncée dans le New Zealand Gazette. 
Cette nomination comme première gardienne du nouveau phare montre la satisfaction des autorités sur sa gestion antérieure. Mary Bennett a un assistant masculin, William Lyall, qui proteste au début sur la nomination d'une femme à la tête du phare, et écrit en 1860 ne pas pouvoir passer un autre hiver « avec une femme seulement ».
Mary Bennett envoie des demandes d'équipement et des rapports mensuels dont l'exactitude lui vaut les félicitations des autorités provinciales. Les responsables du conseil maritime sont satisfaits et écrivent en 1864 que « les gardiens de phare Mme Bennett et M. Lyall se sont apparemment acquittés de leurs tâches de manière ordonnée et efficace ».
Elle retourne en Angleterre en 1865, apparemment pour l'éducation de ses enfants. Ses trois fils repartent en Nouvelle-Zélande ; le benjamin, William Bennett, devient lui-même gardien adjoint du phare de Pencarrow.
Mary Bennett meurt le 6 juillet 1885 en Angleterre. Elle est la seule femme à avoir été gardienne de phare en Nouvelle-Zélande.